# 埼玉県立行田進修館高等学校
埼玉県立行田進修館高等学校（さいたまけんりつぎょうだしんしゅうかんこうとうがっこう）は埼玉県行田市に2005年まで存在した高等学校。
他校との合併により現在の埼玉県立進修館高等学校へと統合されたため閉校となった。建物は、そっくりそのまま総合・普通系の校舎として活用されている。

## 沿革
埼玉県立行田工業高等学校の当該節も参照
- 1927年（昭和 2年）- 前身の埼玉県北埼玉郡忍町立商業学校開校
- 1936年（昭和11年）- 忍町立忍商業学校に改称
- 1938年（昭和13年）- 埼玉県に移管、埼玉県忍商業学校となる
- 1944年（昭和19年）- 埼玉県忍工業高校に改称
- 1946年（昭和21年）- 埼玉県忍実業学校に改称
- 1948年（昭和23年）- 埼玉県忍高等学校に改称。普通科、商業科、農業科設置
- 1951年（昭和26年）- 埼玉県立行田高等学校に改称
- 1960年（昭和35年）- 工業科設置
- 1967年（昭和42年）- 工業科を埼玉県立行田工業高等学校として分離の上、埼玉県立行田商業高校に改称
- 1974年（昭和49年）- 再び埼玉県立行田高等学校に改称
- 1998年（平成10年）- 埼玉県立行田進修館高等学校に改称（忍藩の藩校「進修館」に由来）
- 2005年（平成17年）- 埼玉県立行田女子高等学校、埼玉県立行田工業高等学校と合併。埼玉県立進修館高等学校として統合されたため、閉校。